# Tībatān
Tībatān (persiska: تيباتان, تیبتان, Tībātān) är en ort i Iran.   Den ligger i provinsen Västazarbaijan, i den nordvästra delen av landet, 600 km väster om huvudstaden Teheran. Tībatān ligger 1 729 meter över havet och antalet invånare är 341.
Terrängen runt Tībatān är varierad. Runt Tībatān är det ganska tätbefolkat, med 185 invånare per kvadratkilometer. Närmaste större samhälle är Silvana, 11,1 km söder om Tībatān. Trakten runt Tībatān består i huvudsak av gräsmarker.